# Epeolus pictus
Epeolus pictus är en biart som beskrevs av Nylander 1848. Epeolus pictus ingår i släktet filtbin, och familjen långtungebin. Inga underarter finns listade i Catalogue of Life.